# ジョン・ストラトフォード (初代アルドバラ伯爵)
初代アルドバラ伯爵ジョン・ストラトフォード（英語: John Stratford, 1st Earl of Aldborough、1697年8月10日 – 1777年6月29日）は、アイルランド王国の貴族、政治家。ストラトフォード家出身。

## 生涯
エドワード・ストラトフォード（Edward Stratford）と1人目の妻エリザベス・ベイズリー（Elizabeth Baisley、ユーズビー・ベイズリー（Euseby Baisley）の娘）の三男として、1697年8月10日にティペラリー県で生まれた。1711年よりキルケニー・カレッジで教育を受けた後、1715年5月8日にダブリン大学トリニティ・カレッジに入学した。長兄と次兄が父と喧嘩して相続廃除されたため、三男であるジョンが約34,000エーカーの領地（内訳はイングランド6,000エーカー、キルデア県ベラン（Belan）4,000エーカー、ウィックロー県バルティングラス周辺12,000エーカー、リムリック県、ティペラリー県、ウェックスフォード県、ダブリン県、カーロウ県で合計12,000エーカー）を相続した。
1727年にキルデア県長官に、1736年にウィックロー県長官に、1739年にウェックスフォード県長官に任命された。
1721年から1763年までバルティングラス選挙区の代表としてアイルランド庶民院議員を務めた。就任期間は長く、政府を支持したことが知られているが、法案提出はほとんどしなかった。
1763年5月21日にアイルランド貴族であるウィックロー県におけるバルティングラス男爵に叙された。長男がイギリス首相ノース卿の親族と結婚したため、父を代表して爵位昇叙を申請して、父が凡庸とみられたにもかかわらず、1776年7月22日にアイルランド貴族であるベランのアルドバラ子爵に、1777年2月9日に同じくアイルランド貴族であるアミアン子爵とアルドバラ伯爵に叙された。爵位名の「アミアン」はフランスのアミアンに由来し、「ストラトフォード家の出自がアミアンで、ウィリアム征服王によるノルマン・コンクエストのときにイングランドに渡った」と初代伯爵が信じていたためだったが、『アイルランド人名事典』はストラトフォード家の出自がはっきりしておらず、アイルランドに渡ったのもおそらく1650から1660年代のことだとした。
1777年6月29日に死去、7月4日に埋葬された。長男エドワード・オーガスタスが爵位を継承した。

## 家族と私生活
マーサ・オニール（Martha O'Neale、1706年ごろ – 1796年3月11日、ベンジャミン・オニールの娘）と結婚、7男10女をもうけた。
- エドワード・オーガスタス（1734年 – 1801年） - 第2代アルドバラ伯爵[2]
- ジョン（1823年3月7日没） - 第3代アルドバラ伯爵、子供あり[1]
- フランシス・ポール（1820年1月22日没） - 生涯未婚[7]
- ベンジャミン - 早世[6]
- ベンジャミン・オニール（1746年ごろ – 1833年7月11日） - 第4代アルドバラ伯爵[1]
- ロバート（1778年没） - 海軍軍人、生涯未婚[6]
- ウィリアム[6]
- ハンナ[6]
- エリザベス（1730年 – 1816年6月12日[7]） - ロバート・ティント（Robert Tynte、ジェームズ・ティントの娘）と結婚、子供あり[6]
- マーサ（1816年9月28日没） - モーリー・ペンドレッド・サンダース（Morley Pendred Saunders）と結婚、子供あり[6]
- アン（1800年7月没[7]） - ジョージ・ポウェル（George Powell）と結婚[6]
- グレース（1803年5月没[7]） - ヘイズ・フィップス・クエード（Hayes Phipps Queade）と結婚[6]
- アミーリア（1831年10月11日没） - 1760年9月7日、第3代ポーズコート子爵リチャード・ウィンフィールドと結婚、子供あり[8]
- デボラ[6]
- ヘンリエッタ - ロバート・ハートポール（Robert Hartpole、1791年7月28日没[7]）と結婚、子供あり[6]
- フランシス（1792年5月没） - ウィリアム・ホルト（William Holt）と結婚[7]
- レティシア - 早世[6]

競馬を好み、美術には興味を示さなかった。晩年は痛風に苦しみ、性格も怒りっぽくなって息子たちと結婚や領地経営をめぐり裁判沙汰となった。